# Guzmán Carriquiry Lecour
Guzmán Carriquiry Lecour (Montevideo, 20 maggio 1944) è un avvocato, giornalista e funzionario uruguaiano, dal 14 luglio 2020 ambasciatore dell'Uruguay presso la Santa Sede.

## Biografia
Guzmán Carriquiry Lecour è nato a Montevideo il 20 maggio 1944. Ha studiato presso l'Università della Repubblica di Montevideo dove ha conseguito il dottorato in legge e scienze sociali. Ha poi operato come professore universitario e avvocato. Ha mantenuto diversi incarichi dirigenziali presso la facoltà di giurisprudenza e scienze sociali della sua università a Montevideo e in diverse scuole e istituti di istruzione del suo paese. Inoltre ha portato l'organizzazione giovanile e studentesca dell'Università Cattolica dell'Uruguay, l'"Associazione degli studenti e professionisti cattolici" (Asociación de Estudiantes y Profesionales Católicos, AEPC) dell'Uruguay a espandersi in tutto il mondo latinoamericano. Guzmán Carriquiry ha anche operato come giornalista per la stampa cattolica in Uruguay e in altri paesi dell'America Latina e ha pubblicato numerosi libri, articoli di riviste e conferenze, in particolare sui temi della dottrina sociale della Chiesa, della storia dell'America Latina, della sua cultura e delle questioni dei diritti umani. Ha collaborato anche con la Conferenza episcopale dell'Uruguay come direttore del Centro per le comunicazioni sociali dei vescovi uruguayani.
Il 1º dicembre 1971 è entrato al servizio della Santa Sede. Dal 1974 ha operato come auditor (esperto) in varie riunioni generali del Sinodo dei vescovi e come perito consultore nelle assemblee generali delle Conferenze episcopali dell'America Latina e dei Caraibi (CELAM) di Puebla de Zaragoza del 1979, di Santo Domingo del 1992 e di Aparecida del 2007. È stato anche inviato come delegato della Santa Sede in diverse conferenze internazionali delle Nazioni Unite. Ha partecipato a numerosi convegni di organizzazioni ecclesiastiche internazionali ed è stato ospite frequentemente a convegni e conferenze organizzate dagli organi ecclesiastici in America Latina. Dal 1984 è stato coinvolto nell'organizzazione di quasi tutte le Giornate mondiali della gioventù.
L'11 febbraio 1977 papa Paolo VI lo ha chiamato a far parte del Pontificio consiglio per i laici. Il 12 settembre 1991 papa Giovanni Paolo II lo ha nominato sottosegretario di quel dicastero; nel 2005 è stato confermato nel ruolo da papa Benedetto XVI. In questa veste, ha partecipato anche all'assemblea speciale per l'America del Sinodo dei vescovi del dicembre del 1997 in Vaticano.
Il 14 maggio 2011 papa Benedetto XVI lo ha nominato segretario della Pontificia commissione per l'America Latina. Quest'organo ha lo scopo di coordinare, insieme alla Congregazione per i vescovi e al papa, le attività della Santa Sede in America Latina. All'inizio del 2014 è stato confermato nell'incarico dal nuovo papa che il 2 maggio dello stesso anno lo ha nominato segretario incaricato della vicepresidenza dello stesso dicastero. È stato il primo laico a occupare una posizione dirigente di quell'importanza in un dicastero della Curia romana.
La sua nomina è stata una sorpresa, perché tutti i suoi predecessori erano sacerdoti o vescovi. Tuttavia ciò corrisponde a una tendenza attuale della Santa Sede che comincia ad assegnare ruoli di rilievo anche ai laici. In un'intervista sul suo ruolo nel pontificato di Francesco ha detto che la scelta di un papa latinoamericano è stato un motivo di gioia e di entusiasmo per lui, ma che ciò significa anche una grande responsabilità e un insieme di nuove sfide. Più del 60 % dei cattolici ora vivono in America Latina. Carriquiry era diventato amico di Jorge Mario Bergoglio negli anni '80 nelle sue visite a Roma.
Guzmán Carriquiry ha mantenuto cattedre e docenze in diverse università. È stato tra l'altro amministratore dell'Istituto superiore di scienze, filosofia e lettere della Pontificia università cattolica del Cile, docente presso la Pontificia Università Urbaniana di Roma e docente ospite presso l'Istituto di studi latini dell'Università degli Studi di Verona. È stato anche professore straordinario presso l'Universidad de la Fraternità di Agrupaciones Santo Tomás de Aquino (Universidad FASTA) di Mar del Plata. Diversi paesi lo hanno insignito di onorificenze. Il 25 agosto 2008 l'Università FASTA gli ha conferito un dottorato honoris causa.
Guzmán Carriquiry Lecour è sposato con Lídice María Gómez Mango con la quale ha quattro figli. Ella è nata a Montevideo e ha insegnato lingua e letteratura spagnola presso l'Università La Sapienza di Roma.
Il 14 luglio 2020 Francisco Bustillo, ministro degli esteri dell'Uruguay, ha reso pubblica la designazione di Guzmán Carriquiry come ambasciatore dell'Uruguay presso la Santa Sede. Il 9 gennaio 2021 ha iniziato la sua missione presentando le lettere credenziali a papa Francesco.

## Opere
Un suo libro particolarmente noto è stato pubblicato nel 2003 con il titolo "Una scommessa per l'America latina. Memoria e destino storico di un continente" (Casa Editrice Le Lettere - Roma, 2003). Come promette il titolo, l'autore analizza la situazione storica dell'America Latina nel contesto della risoluzione della guerra fredda e della crescente globalizzazione, percependo questo come un'opportunità dal punto di vista ecclesiastico e cattolico al fine di progettare uno scenario futuro di speranza per il continente. L'edizione spagnola del libro è intitolato "Una apuesta por América Latina: Memoria y destino Históricos de un continente" (Editorial Sudamericana - Buenos Aires, 2005) ed è stato pubblicato con una prefazione dell'allora cardinale Jorge Mario Bergoglio.
Nel 2013 per tipi di Rubbettino ha pubblicato "Il bicentenario dell'indipendenza dei paesi latino-americani. Ieri e oggi".